# 張希尹
張希尹（1479年—？），字子修，號東泉，山東臨清衛軍籍山西萬泉縣人，明朝政治人物。

## 生平
山東鄉試第十四名舉人。正德十二年（1517年）中式丁丑科會試第三百三十四名，登第三甲第三十四名進士。大理寺观政，授開封府推官，历官户部主事，升员外郎、郎中，出为武昌府知府。

## 家族
曾祖張仲賢；祖父張真；父張廣，曾任壽官。母李氏。永感下。